# Ritchie Edhouse
Ritchie Edhouse (Basildon, 1983. április 19. –) angol dartsjátékos. 2014 és 2015 között a British Darts Organisation, majd 2016-tól a Professional Darts Corporation tagja. Beceneve "Madhouse".

## Pályafutása

### BDO
Edhouse 2015-ben bejutott a BDO által szervezett World Darts Trophy versenyen a legjobb 32 közé, majd ezután több versenyen nem is indult a BDO-nál.

### PDC
2016-ban Edhouse-nak sikerült a Challenge Tour egyik állomását megnyernie, majd 2017-ben harcba szállt a PDC Tour Card-ért.
A 2018-as European Tour egyik állomásán a Dutch Darts Championship tornán a negyeddöntőig sikerült eljutnia, ahol 7–5-ös vereséget szenvedett az angol Ricky Evans ellen. 2019-ben sikerült egy újabb fordulót megnyernie a Challange Tour sorozatban, majd év végén a Pro Tour ranglistán elfoglalt helyének köszönhetően sikerült kvalifikálnia magát a 2020-as PDC-dartsvilágbajnokságra.
A vb-n a legjobb 96 között az orosz Borisz Kolcov ellen aratott 3–1-es sikert, így továbbjutott a második fordulóba. Itt az angol James Wade-del játszott, akitől végül 3–0-ás vereséget szenvedett.

## Világbajnoki szereplései

### PDC
- 2020: Második kör (vereség  James Wade ellen 0–3)
- 2022: Második kör (vereség  Gerwyn Price ellen 1–3)
- 2023: Első kör (vereség  David Cameron ellen 2–3)
- 2024: Első kör (vereség  Jeffrey de Graaf ellen 2–3)
- 2025: Második kör (vereség  Ian White ellen 1–3)

## Döntői

### PDC nagytornák: 1 döntős szereplés
| Történet               |
| Európa-bajnokság (1–0) |

| Eredmény | Sorszám | Év   | Bajnokság        | Ellenfél a döntőben | Pontok   |
| Győztes  | 1.      | 2024 | Európa-bajnokság | Jermaine Wattimena  | 11–3 (l) |

1. ↑  (l) = pontszám legekben, (sz) = pontszám szettekben.

## További tornagyőzelmei

### PDC
PDC Challenge Tour
- Challenge Tour: 2016, 2019, 2020